# Теорія відновлення
Теорія відновлення  — це галузь теорії ймовірностей, що узагальнює процеси Пуассона для довільних проміжків часу. Серед застосувань теорії є наприклад розрахунок середнього часу потраченого мавпою, яка випадково натискає на клавіатуру, до введення нею слова "Макбет" і порівняння довгострокових переваг різних страхових полісів.

## Процеси відновлення

### Вступ
Процес відновлення є узагальненням процесу Пуассона. По суті, процес Пуассона, це неперервний в часі Марківський процес на множині натуральних чисел (звичайно починаючи з нуля), який має незалежні однаково розподілені терміни перебування в кожному цілому ί (терміни перебування мають експоненціальний розподіл), до переходу (з ймовірністю 1) до наступного цілого числа ί+1. Таким же неформальним чином ми можемо визначити процес відновлення, який буде визначатися ідентично, за винятком того, що проміжки часу беруться на більш загальних розподілах.

### Формальне визначення
Допустимо, що {\displaystyle S_{1},S_{2},S_{3},S_{4},S_{5},\ldots } це послідовність незалежно однаково розподіленими величинами таких, що {\displaystyle 0<{\mathbb {E} }[S_{i}]<\infty .}. Ми посилаємося на випадкову величину {\displaystyle S_{i}}  як  «i-й» проміжок часу.
Введемо для кожного n > 0  {\displaystyle J_{n}=\sum _{I=1}^{N}S_{i}}
Величини  {\displaystyle J_{n}} називаються " n–м " моментами стрибків а інтервали 
{\displaystyle [J_{n},J_{N+1}]} називаються інтервалами відновлення. 
Тоді випадкова величина {\displaystyle (X_{t})_{t\geq 0}}, яка задається {\displaystyle X_{t}=\sum _{n=1}^{\infty }\mathbb {I} _{\{J_{n}\leq t\}}=\sup \left\{\,n:J_{n}\leq t\,\right\}} (Де {\displaystyle \mathbb {I} } — характеристична функція), показує кількість стрибків, які відбулися до часу t, і називається процес відновлення.

### Інтерпретація
Будемо вважати, що відрізок часу {\displaystyle \{S_{i}:i\geq 1\}}  це час, який минув до моменту коли машина зазнає поломки в «ί-й» раз, відтоді як вона останній раз ламалась. (Зазначимо, що при цьому передбачається, що машина миттєво відновлюється і відразу ж перезапускається таймер). Відповідно до цієї інтерпретації,часи стрибків {\displaystyle \{J_{n}:n\geq 1\}} містять дані про послідовні моменти, коли машина ламалась, а процес відновлення {\displaystyle X_{t}} містить кількість разів, які машина мала бути відремонтована до цього часу в кожний момент часу t. 
Проте,  корисно розуміти процес відновлення в його абстрактній формі, так як він може бути використаний для моделювання великого числа практичних ситуацій.

## Процеси відновлення-винагороди
Нехай {\displaystyle W_{1},W_{2},\dots } — деяка послідовність незалежних однаково-розподілених випадкових величин (винагороди), яка задовольняє {\displaystyle \mathbb {E} |W_{i}|<\infty .\,}.
Тоді випадкова величина {\displaystyle Y_{t}=\sum _{i=1}^{X_{t}}W_{i}} називається процесом відновленням-винагороди. На відміну від {\displaystyle S_{i}}, кожна {\displaystyle W_{i}} може набувати як додатних так і від'ємних значень.
Випадкова величина {\displaystyle Y_{T}} залежить від двох послідовностей: проміжків часу {\displaystyle S_{1},S_{2},\dots } і винагороди {\displaystyle W_{1},W_{2},\dots }. Ці дві послідовності не обов'язково незалежні. Зокрема, {\displaystyle W_{i}} може бути функцією від {\displaystyle S_{i}}.

### Інтерпретація
У контексті вище зазначеної інтерпретації проміжків часу, як термінів між послідовними несправностями машини, «винагороди» {\displaystyle W_{1},W_{2},}… (які в даному випадку є від'ємними) можна розглядати як послідовні витрати на ремонт, після послідовних несправностей. 
Можна також розглядати чарівну гуску, що відкладає яйця з інтервалами, розподіленими як {\displaystyle S_{i}}. Іноді вона несе золоті яйця випадкової ваги, а іноді вона відкладає токсичні яйця (також випадкової ваги), які вимагають витратного знешкодження. «Винагороди» {\displaystyle W_{i}} це послідовні (випадкові) фінансові втрати/прибуток від послідовних яєць (і = 1,2,3, …), а {\displaystyle Y_{t}} визначає загальну фінансову «винагороду» в момент часу t.

## Властивості процесів відновлення та процесів відновлення-винагороди
Визначимо функцію відновлення:
{\displaystyle m(t)=\mathbb {E} [X_{t}].\ }

### Елементарна теорема відновлення
Функція відновлення задовольняє
{\displaystyle \lim _{t\to \infty }{\frac {1}{t}}m(t)=1/\mathbb {E} [S_{1}]}

#### Доведення
Як вказано нижче згідно сильного закону великих чисел для процесів відновлення {\displaystyle \lim _{t\to \infty }{\frac {X_{t}}{t}}={\frac {1}{\mathbb {E} [S_{1}]}}}.
Щоб довести елементарну теорему відновлення, досить показати, що {\displaystyle \left\{{\frac {X_{t}}{t}};t\geq 0\right\}}  може бути рівномірно проінтегрована.
Для цього, розглянемо деякі усічені процеси відновлення, де проміжки часу визначаються {\displaystyle {\overline {S_{n}}}=a\mathbb {I} \{S_{n}>a\}}, де a  точка така, що {\displaystyle 0<F(a)=p<1}, яка існує для всіх недетерміністичних процесів відновлення. Цей новий процес відновлення {\displaystyle {\overline {X_{t}}}} є верхньою межею {\displaystyle X_{t}} і його відновлення може виникнути тільки на проміжку {\displaystyle \{na;n\in \mathbb {N} \}}. Більш того, кількість відновлень в кожен момент часу має геометричний розподіл з параметром P. 
Тому маємо {\displaystyle {\begin{aligned}{\overline {X_{t}}}&\leq \sum _{i=1}^{[at]}\mathrm {Geometric} (p)\\\mathbb {E} \left[\,{\overline {X_{t}}}\,\right]^{2}&\leq C_{1}t+C_{2}t^{2}\\P\left({\frac {X_{t}}{t}}>x\right)&\leq {\frac {E\left[X_{t}^{2}\right]}{t^{2}x^{2}}}\leq {\frac {E\left[{\overline {X_{t}}}^{2}\right]}{t^{2}x^{2}}}\leq {\frac {C}{x^{2}}}.\end{aligned}}}.

## Елементарні теореми відновлення для процесів відновлення-винагороди
Визначимо функцію винагороди:
{\displaystyle g(t)=\mathbb {E} [Y_{t}].\,}.
Функція винагороди задовольняє
{\displaystyle \lim _{t\to \infty }{\frac {1}{t}}g(t)={\frac {\mathbb {E} [W_{1}]}{\mathbb {E} [S_{1}]}}}.

### Рівняння відновлення
Функція відновлення задовольняє
{\displaystyle m(t)=F_{S}(t)+\int _{0}^{t}m(t-s)f_{S}(s)\,ds}, де {\displaystyle F_{S}} — функція розподілу від {\displaystyle S_{1}}, а {\displaystyle F_{S}} це ймовірнісна  функція щільності.

#### Доведення рівняння відновлення
Ми можемо записати:
{\displaystyle m(t)=\mathbb {E} [X_{t}]=\mathbb {E} [\mathbb {E} (X_{t}\mid S_{1})].\,}.
Але за властивістю Маркова
{\displaystyle \mathbb {E} (X_{t}\mid S_{1}=s)=\mathbb {I} _{\{t\geq s\}}\left(1+\mathbb {E} [X_{t-s}]\right).\,}.
Отже, {\displaystyle {\begin{aligned}m(t)&{}=\mathbb {E} [X_{t}]\\[12pt]&{}=\mathbb {E} [\mathbb {E} (X_{t}\mid S_{1})]\\[12pt]&{}=\int _{0}^{\infty }\mathbb {E} (X_{t}\mid S_{1}=s)f_{S}(s)\,ds\\[12pt]&{}=\int _{0}^{\infty }\mathbb {I} _{\{t\geq s\}}\left(1+\mathbb {E} [X_{t-s}]\right)f_{S}(s)\,ds\\[12pt]&{}=\int _{0}^{t}\left(1+m(t-s)\right)f_{S}(s)\,ds\\[12pt]&{}=F_{S}(t)+\int _{0}^{t}m(t-s)f_{S}(s)\,ds,\end{aligned}}}.

### Асимптотичні властивості
{\displaystyle (X_{t})_{t\geq 0}} і {\displaystyle (Y_{t})_{t\geq 0}} задовольняють {\displaystyle \lim _{t\to \infty }{\frac {1}{t}}X_{t}={\frac {1}{\mathbb {E} S_{1}}}} (Посилений закон великих чисел для процесів відновлення)
{\displaystyle \lim _{t\to \infty }{\frac {1}{t}}Y_{t}={\frac {1}{\mathbb {E} S_{1}}}\mathbb {E} W_{1}} (Сильний закон великих чисел для процесів відновлення-винагороди)
майже напевно.

#### Доведення
Спочатку розглянемо {\displaystyle (X_{t})_{t\geq 0}}. За визначенням маємо:
{\displaystyle J_{X_{t}}\leq t\leq J_{X_{t}+1}} для всіх {\displaystyle t\geq 0}і тому {\displaystyle {\frac {J_{X_{t}}}{X_{t}}}\leq {\frac {t}{X_{t}}}\leq {\frac {J_{X_{t}+1}}{X_{t}}}} для всіх t ≥ 0.
Тепер, з того що {\displaystyle 0<\mathbb {E} S_{i}<\infty } ми маємо:{\displaystyle X_{t}\to \infty }, при {\displaystyle t\to \infty } майже достеменно (з імовірністю 1). Отже, {\displaystyle {\frac {J_{X_{t}}}{X_{t}}}={\frac {J_{n}}{n}}={\frac {1}{n}}\sum _{i=1}^{n}S_{i}\to \mathbb {E} S_{1}}
майже напевно(з використанням сильного закону великих чисел), аналогічно: {\displaystyle {\frac {J_{X_{t}+1}}{X_{t}}}={\frac {J_{X_{t}+1}}{X_{t}+1}}{\frac {X_{t}+1}{X_{t}}}={\frac {J_{n+1}}{n+1}}{\frac {n+1}{n}}\to \mathbb {E} S_{1}\cdot 1} майже напевно.
Таким чином (оскільки  {\displaystyle t/X_{t}} знаходиться між цими двома виразами) {\displaystyle {\frac {1}{t}}X_{t}\to {\frac {1}{\mathbb {E} S_{1}}}} майже напевно.
Далі розглянемо {\displaystyle (Y_{t})_{t\geq 0}}. Маємо
{\displaystyle {\frac {1}{t}}Y_{t}={\frac {X_{t}}{t}}{\frac {1}{X_{t}}}Y_{t}\to {\frac {1}{\mathbb {E} S_{1}}}\cdot \mathbb {E} W_{1}} майже напевно ( використовуючи попередній результат і закон великих чисел на {\displaystyle Y_{T}}).

### Парадокс перевірки
Цікавою особливістю процесів відновлення є те, що якщо ми почекаємо деякий заданий час t, а потім подивимося на скільки великим є інтервал відновлення, який  містить t, ми очікуємо, що він, зазвичай, буде більшим за середній по величині інтервал відновлення. 
Математично парадокс перевірки говорить: для будь-якого {\displaystyle t>0} інтервал відновлення, що містить t є  стохастично більшим, ніж перший інтервал відновлення. Тобто, для всіх х > 0 і для всіх t > 0: {\displaystyle \mathbb {P} (S_{X_{t}+1}>x)\geq \mathbb {P} (S_{1}>x)=1-F_{S}(x)} , де {\displaystyle F_{S}} це функція розподілу незалежних однаково розподілених відрізків часу {\displaystyle S_{i}}.

#### Доведення парадоксу перевірки
Позначимо час останнього стрибка перед t як {\displaystyle J_{X_{t}}}, тоді інтервал відновлення, що містить t це {\displaystyle S_{X_{t}+1}}. 
Тоді 
{\displaystyle {\begin{aligned}\mathbb {P} (S_{X_{t}+1}>x)&{}=\int _{0}^{\infty }\mathbb {P} (S_{X_{t}+1}>x\mid J_{X_{t}}=s)f_{S}(s)\,ds\\[12pt]&{}=\int _{0}^{\infty }\mathbb {P} (S_{X_{t}+1}>x|S_{X_{t}+1}>t-s)f_{S}(s)\,ds\\[12pt]&{}=\int _{0}^{\infty }{\frac {\mathbb {P} (S_{X_{t}+1}>x\,,\,S_{X_{t}+1}>t-s)}{\mathbb {P} (S_{X_{t}+1}>t-s)}}f_{S}(s)\,ds\\[12pt]&{}=\int _{0}^{\infty }{\frac {1-F(\max\{x,t-s\})}{1-F(t-s)}}f_{S}(s)\,ds\\[12pt]&{}=\int _{0}^{\infty }\min \left\{{\frac {1-F(x)}{1-F(t-s)}},{\frac {1-F(t-s)}{1-F(t-s)}}\right\}f_{S}(s)\,ds\\[12pt]&{}=\int _{0}^{\infty }\min \left\{{\frac {1-F(x)}{1-F(t-s)}},1\right\}f_{S}(s)\,ds\\[12pt]&{}\geq 1-F(x)\\[12pt]&{}=\mathbb {P} (S_{1}>x),\end{aligned}}}
що і треба було довести.

## Суперпозиція
Суперпозиція незалежних процесів відновлення в цілому не є процесом відновлення, але вона може бути описана в ширшому класі процесів,що має назву процесів відновлення Маркова. Проте, функція розподілу  першого міжподієвого часу між подіями у процесі суперпозиції задається 
{\displaystyle R(t)=1-\sum _{k=1}^{K}{\frac {\alpha _{K}}{\sum _{k=1}^{K}\alpha _{K}}}(1-R_{k}(t))\prod _{j=1,j\neq k}^{K}\alpha _{j}\int _{t}^{\infty }(1-R_{j}(u)){\text{d}}u}, де {\displaystyle Rk(t)} та αk > 0 функція розподілу між моментами часу і частота настання процесу k.